# Portal Espinar
El Portal Espinar es una calle ubicada en la zona monumental del Cusco, Perú. 
Desde 1972 la vía forma parte de la Zona Monumental del Cusco declarada como Monumento Histórico del Perú. Asimismo, en 1983 al ser parte del casco histórico de la ciudad del Cusco, forma parte de la zona central declarada por la UNESCO como Patrimonio Cultural de la Humanidad. y en el 2014, al formar parte de la red vial del Tawantinsuyo volvió a ser declarada como patrimonio de la humanidad.

## Historia
El río Saphy fue utilizado por los incas como límite suroeste del centro de la ciudad dedicado a los palacios de la realeza incaica y lo canalizaron a la par que establecieron puentes que unan ambas orillas. Durante la colonia, el Cabildo del Cusco dispuso mejorar la canalización del río para la construcción de inmuebles a la vera del río como la Casa de Illán Suárez de Carbajal. En efecto, en 1555, el corregidor del Cusco, Sebastián Garcilaso de la Vega autorizó la construcción de edificios en medio del Huacaypata generando de esa manera las manzanas ubicadas actualmente entre las calles Espaderos, del medio, Mantas, Heladeros y Espinar así como las actuales Plazas de Armas, Regocijo, Espinar y el actual Hotel de Turistas bajo los cuales transcurre el río.
En un primer momento fue llamado como "Portal de Valdez" debido a las propiedades que ahí tenía un vizcaíno apellidado así. Luego, en 1698, ante la apertura de una tienda de botones, fue denominada como "Portal de Botoneros". A fines del siglo XIX, tras la Guerra con Chile, conocido el sacrificio del militar cusqueño Ladislao Espinar en la Batalla de San Francisco, en el aún entonces departamento peruano de Tarapacá, el Cabildo del Cuzco decidió cambiar de nombre tanto la plazoleta como esta calle. 

## Recorrido
El Portal Espinar sirve como límite noreste tanto de la plaza Regocijo como de la plazoleta Espinar y comunica a ambos extremos tanto el Palacio del Cabildo como la Iglesia de la Merced. Constituye la única calle en la ciudad que, fuera de la plaza de armas, está conformada por los típicos "portales" que alojan, en la actualidad, diversas tiendas. Frente a la plaza Regocijo se encuentran tiendas de souvenirs así como de equipamiento para actividades de turismo de aventura. Por el contrario, frente al Hotel de Turistas, se encuentra un hotel de la cadena Casa Andina y otro de la cadena Sonesta Posada del Inca así como joyerías y chocolaterías.

#### Libros y publicaciones
- Angles Vargas, Víctor (1988). Historia del Cusco Incaico Tomo I. Lima: Industrialgráfica S.A.
- Angles Vargas, Víctor (1983). Historia del Cusco Cusco Colonial Tomo II Libro Segundo. Lima: Industrialgrafica S.A.
- Carreño, Angel (1951). Origen de los nombres de las Calles del Cusco Colonial. Cusco: Sicuani. p. 78.
- Coronado Esquivel, Jessica; Apaza Callañaupa, Roel (2017). «La modernización de la ciudad y su salubridad: la canalización del Cusco a principios del siglo XX». Summa Humanitatis 9 (1). Consultado el 7 de octubre de 2019.

- Datos: Q77484749
- Multimedia: Portal Espinar / Q77484749